# Rasmus Grønberg Hansen
 Der er flere personer med dette navn, se Rasmus Hansen.
Rasmus Grønberg Hansen (født 12. april 1986) er en dansk tidligere fodboldspiller, der sidst spillede for AB.
Han er søn af brugsuddeler Svend Aage Hansen, som i en årrække i 1990'erne var fodboldbestyrelsesmedlem i IF Midtdjurs samt formand for fodboldsamarbejdet DJURS KMV.

## Klubarriere
Rasmus Grønberg Hansen spillede som helt ung for Randers FC, hvorfra han i 2002 kom til FC Midtjylland. Han spillede i begyndelsen for klubbens reservehold Ikast FS i 2. division og fik i foråret 2005 SAS Liga-debut og derpå enkelte kampe som indskifter, enten i midterforsvaret eller på den centrale midtbane. Det viste sig dog at være svært for alvor at bide sig fast som førsteholdsspiller i FC Midtjylland, og i sommeren 2007 skiftede Rasmus Hansen til SønderjyskE. Her fik han tre år og mange kampe, inden han skiftede til Randers FC i vinteren 2011; herfra blev han i vinteren 2013 udlejet til sin tidligere klub, SønderjyskE.
I august 2013 blev Hansen udlejet til 1. divisionsklubben Vejle Boldklub for resten af sæsonen 2013/14. Den 6. juni 2014 meddelte Vejle Boldklub på sin hjemmeside, at man ikke ønskede at forlænge aftalen med Rasmus Hansen, der derved returnerede til Randers FC.
Den 21. august 2014 blev det offentliggjort, at Hansen ville forlade Randers, da han gik med til en gensidig ophævelse af sin kontrakt.
Den 1. september 2014 skiftede Rasmus Hansen til Hobro IK på en fri transfer. Her spillede han frem til slutningen af december 2014, hvor parterne var blevet enige om at ophæve kontrakten med virkning fra årsskiftet, da Hansens kone, som er uddannet psykolog fra Aarhus Universitet, havde fået job i København.
I starten af 2015 skrev han under på en toårig kontrakt med 1. divisionsklubben Akademisk Boldklub. Han var forinden da til prøvetræning i en amerikansk klub og havde ydermere et kontrakttilbud fra en amerikansk, men han valgte i stedet at forblive i Danmark. I august 2017 meddelte Hansen, at han indstillede sin professionelle karriere.

## Landsholdskarriere
Rasmus Hansen spillede i alt ni kampe på forskellige ungdomslandshold. Han fik debut på U/21-landsholdet 20. august 2008 i en kamp mod Island.